# Municipio de Hall (Indiana)
El municipio de Hall (en inglés: Hall Township) es un municipio ubicado en el condado de Dubois en el estado estadounidense de Indiana. En el año 2010 tenía una población de 1281 habitantes y una densidad poblacional de 13,5 personas por km².

## Geografía
El municipio de Hall se encuentra ubicado en las coordenadas 38°23′48″N 86°44′14″O / 38.39667, -86.73722. Según la Oficina del Censo de los Estados Unidos, el municipio tiene una superficie total de 94.91 km², de la cual 86,4 km² corresponden a tierra firme y (8,96 %) 8,51 km² es agua.

## Demografía
Según el censo de 2010, había 1281 personas residiendo en el municipio de Hall. La densidad de población era de 13,5 hab./km². De los 1281 habitantes, el municipio de Hall estaba compuesto por el 99,14 % blancos, el 0,16 % eran afroamericanos, el 0,31 % eran de otras razas y el 0,39 % eran de una mezcla de razas. Del total de la población el 0,47 % eran hispanos o latinos de cualquier raza.